# Ego (Fard-Album)
Ego ist das vierte Soloalbum des deutschen Rappers Fard. Es erschien am 9. Oktober 2015 über die Labels Ruhrpott Elite und Code Rouge.

## Hintergrund
Nachdem Fard im Jahr 2014 das Kollaboalbum Talion 2 mit Snaga veröffentlicht hatte, dessen Inhalte zum Teil kontrovers besprochen wurden, begann der Rapper mit der Arbeit an einem weiteren Soloalbum. Zu Beginn der Produktion stand die Idee, das Album in fünf „Phasen“ zu unterteilen, denen die Songs zugeordnet werden können. Fard hatte die „Wunschvorstellung […] einen kleinen Film“ zu erzählen. Durch die Zusammenarbeit mit dem Label Warner, hatte Fard die finanzielle Möglichkeit, die Produzenten der Beats in sein Aufnahmestudio in Gelsenkirchen einzuladen und mehrere Tage gemeinsam an den Liedern zu arbeiten.
Am 30. Juli 2015 gab Fard das Veröffentlichungsdatum sowie den Titel seines vierten Soloalbums Ego bekannt. Der lateinische Ausdruck wurde ausgewählt, da das Album den Rapper sehr stark repräsentiere. So stehe Ego „für [s]einen Werdegang, für [s]eine Musik, für [s]eine Haltung.“ Mit der Veröffentlichung des ersten Videos Traumfängerphase begann am 31. Juli die Vermarktung des Albums. Zeitgleich startete der Vorverkauf.
Im Zuge der Flüchtlingskrise in Europa 2015 veröffentlichte Fard den Song Mittellos auf dem Mittelmeer. 1991 war er selber gemeinsam mit seinen Eltern aus dem Iran geflohen und für einige Zeit in einem Flüchtlingsheim untergebracht. Aufgrund seiner Appelle in sozialen Netzwerken, Menschlichkeit im Umgang mit Flüchtlingen zu zeigen, sowie seines eigenen Hintergrunds stieg die mediale Berichterstattung über Fard an.

## Titelliste
1. Keine Harmonie – 3:24
2. Nazizi – 2:51
3. Exklusiv & auf Deutsch – 3:00

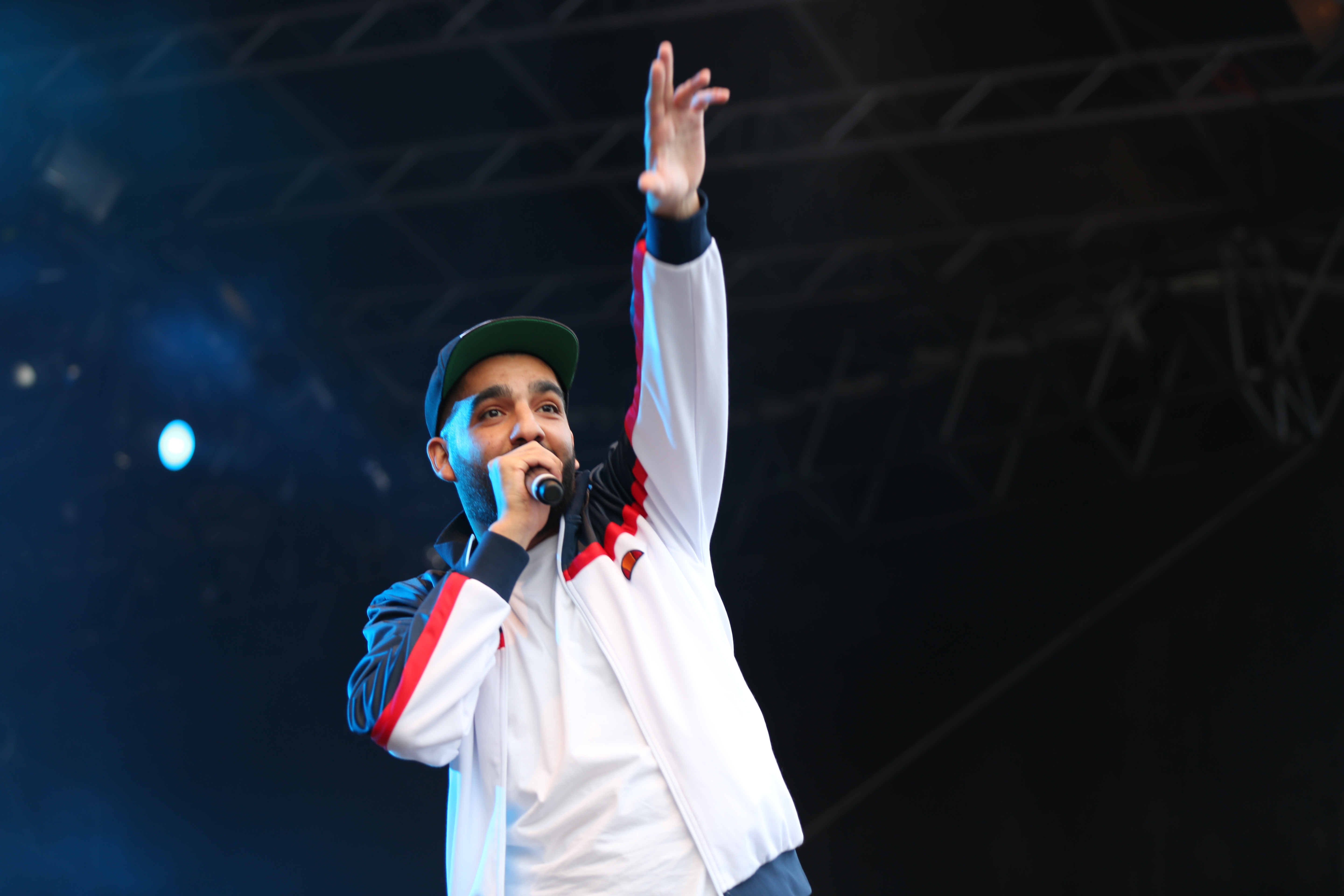
Fard beim Out4Fame-Festival 2016

4. Traumfängerphase (Mezzanin) – 2:31
5. Rohdiamant – 2:43
6. Kalt wie Schnee – 3:45
7. Sehnsucht – 3:21
8. Huckleberryfinnphase (Mezzanin) – 1:43
9. Hai & Hyäne – 3:09
10. Zlatani – 2:53
11. Ich bin nicht so eine – 4:06
12. Fluchtphase (Mezzanin) – 1:53
13. Al-Fatiha – 3:49
14. Von Hoffnung geprägt – 3:45
15. Tipicophase (Mezzanin) – 2:23
16. Final Cut (feat. Mobb Deep) – 3:29
17. Grüße von Nazizi – 2:48
18. Sünden & Tränen (feat. Snaga & Proph) – 3:38
19. Paradiesphase (Mezzanin) – 2:24
20. Maskenball – 3:32
21. Bonnie & Clyde (feat. Amir der Sänger) – 3:11
22. Am Ende (feat. Amir der Sänger) – 4:16
23. VIP Bändchen & Gästeliste – 3:13 (Bonus-Track)
24. Nie nach Paris – 2:29 (Bonus-Track)

## Versionen
Ego erschien als Premium Edition mit 22 Liedern sowie als limitierte „Power Edition“ und „Ladies Power Edition“. Die Power Editionen liegen als Box-Sets vor und enthalten die Bonus-Songs VIP Bändchen & Gästeliste und Nie nach Paris sowie die Instrumental-Versionen aller 24 Stücke. Darüber hinaus liegen Sticker, eine Autogrammkarte, eine Flagge und ein T-Shirt den Boxen bei. Abgesehen von der abweichenden farblichen Gestaltung unterscheidet sich die „Ladies Power Edition“ von der „Power Edition“ durch ein Ladies T-Shirt.

## Vermarktung
Ende Juli 2015 wurde mit Traumfängerphase das erste Video zum Album veröffentlicht. Dieses war unter der Regie von Keenberg gedreht worden. Nazizi wurde als zweiter Beitrag visuell umgesetzt. Ein Split-Video zu den Liedern Rohdiamant und Huckleberryfinnphase folgte Ende August. Unter der Regie von Shaho Casado wurde des Weiteren ein Musikvideo zu Sehnsucht umgesetzt. Anfang Oktober wurde ein Video zum Stück Kalt wie Schnee veröffentlicht. Es folgte ein Split-Video zu den Songs Tipicophase und Hai & Hyäne. Dieses war unter der Regie von Shaho Casado entstanden. Casado war auch für das siebte Musikvideo zu Bonnie & Clyde verantwortlich. Ende Oktober wurde dann noch ein Video zum Track Final Cut veröffentlicht.
Am 24. September 2015 erschien ein Video-Snippet zu Ego. In diesem werden die Lieder des Albums ausschnittsweise präsentiert.

## Rezeption

### Erfolg
Ego stieg auf Platz 5 der deutschen Album-Charts ein. In der Schweiz konnte sich die Veröffentlichung auf Rang 2 positionieren, womit sie eine bessere Platzierung erreichte als der Sampler Chronik 3 von Selfmade Records, der parallel dazu Platz 1 in den deutschen Charts belegte. In Österreich stieg Ego auf Platz 12 ein.

### Kritik
Die E-Zine Laut.de bewertete Ego mit drei von möglichen fünf Punkten. Fard habe laut Redakteurin Laura Sprenger ein Album veröffentlicht, das „trotz vorhersehbarer Thematik und der Länge über weite Strecken gut“ unterhalte. Zwar mangele es dem Rapper nicht an „technischem und lyrischem Talent“, jedoch brauche Fard „mehr als Doubletime und haufenweise Wie-Vergleiche“ um sich als einer der besten Rapper Deutschlands etablieren zu können. Ego ist in fünf Kapitel aufgeteilt, sogenannte „Mezzanins“. Während sich Fard in Traumfängerphase „als wütenden und rücksichtslos um sich spittenden Zeitgenossen“ präsentiere, markiere HuckleberryFinnPhase „das schwächste der fünf Mezzanins“. Die Stücke Kalt wie Schnee und Sehnsucht stehen zwar an der „Grenze zum Kitsch“, beweisen jedoch auch „Fards Händchen für radiotaugliche Hooks“. Mit der gelungenen Zusammenarbeit mit Snaga, Proph und Mobb Deep sowie „einer talentierten, inkognito arbeitenden Sängerin“ im Lied Maskenball könne die „Auswahl der Featuregäste beinahe als perfekt“ bezeichnet werden. Nur Amir der Sänger wirke durch seine „seelenlose[n] Refrain[s] wie ein Fremdkörper.“
Norbert Haslam bescheinigte dem Album in einer Kritik auf Rap.de „Flow, Technik, Gefühl, überhebliche Selbstdarstellung und ein[en] rote[n] Faden“, wodurch „alles vorhanden“ sei, aber „eben nichts, was ein Album total außergewöhnlich machen“ würde. Fard orientiere sich mit Ego „an einem klassischen Drama, das sich wie sein Longplayer auch in fünf Akte unterteilen“ lasse. Der erste und dritte Akt sei „persönlich und nachdenklich“, während die HuckleberryFinnPhase „eher klassische[n] Battlerap“ biete. Die Basis der Produktionen bleibe der „bekannte Straßensound, aber auch aktuelle Entwicklungen“ wie Trap fließen mit ein. Insbesondere die Beats der Stücke Tipicophase (Mezzanin) und HuckleberryFinnPhase (Mezzanin) geben Fards Flows aufgrund ihrer „niedrige[n] bpm-Zahl“ ausreichend Platz, um „richtig gut zur Geltung“ zu kommen. Zudem wirke sich die hohe Anzahl an Produzenten „positiv auf die Vielschichtigkeit des Longplayers aus.“
Sven Aumiller bewertete das Album für MZEE.com. Fard trage seine Texte zwar „technisch äußerst versiert“ vor, dabei steche jedoch „neu oder innovativ […] zumindest textlich wenig heraus.“ So seien Texte über „die harte Realität auf der Straße“ oder Liebeslieder „mit schmalziger Gesangshook von Amir der Sänger […] leider nichts, was man nicht schon oftmals vorher gehört hätte.“ Dagegen beeindrucken jedoch die „Mezzazins“. Auch die Produktionen werden positiv hervorgehoben. Insbesondere „Abaz oder Joshimixu bieten Steilvorlagen, die Fard auch souverän zu verwandeln“ wisse. Zusammengefasst mache Ego aufgrund des „harte[n] Sound[s] und ein[em] Rapper, der sein Handwerk“ verstehe schlichtweg Spaß.